# Centuria nadobna
Centuria nadobna, centuria czerwona, tysięcznik czerwony (Centaurium pulchellum) – gatunek z rodziny goryczkowatych (Gentianaceae). Występuje w Europie, Azji i Afryce. W Polsce spotykana od niżu po regiel dolny, objęta ochroną.

## Rozmieszczenie geograficzne
Występuje w Europie, Azji i Afryce. W Polsce w rozproszeniu na niżu, w pasie wyżyn aż po regiel dolny.

## Morfologia

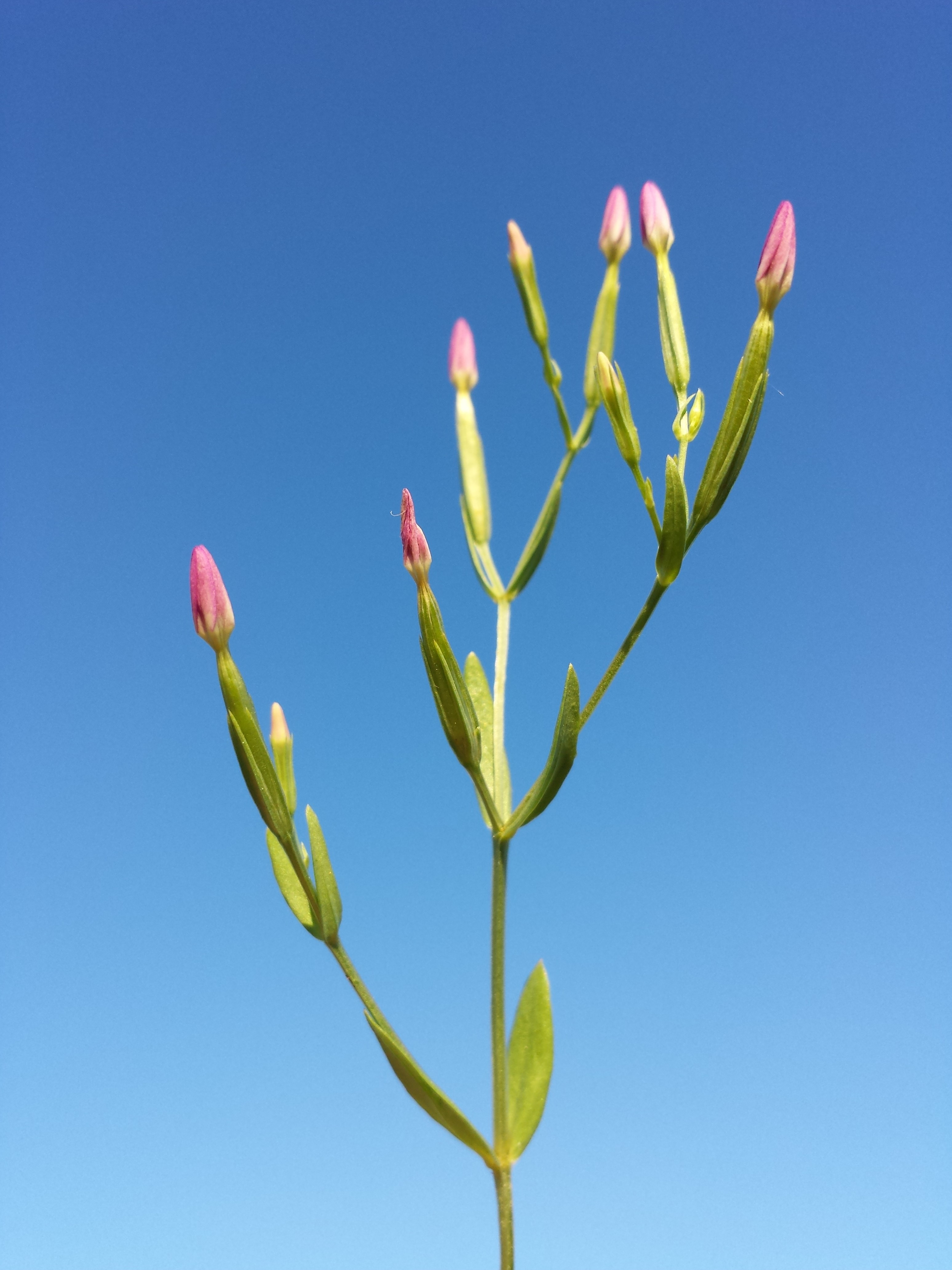
Luźno rozgałęziony kwiatostan

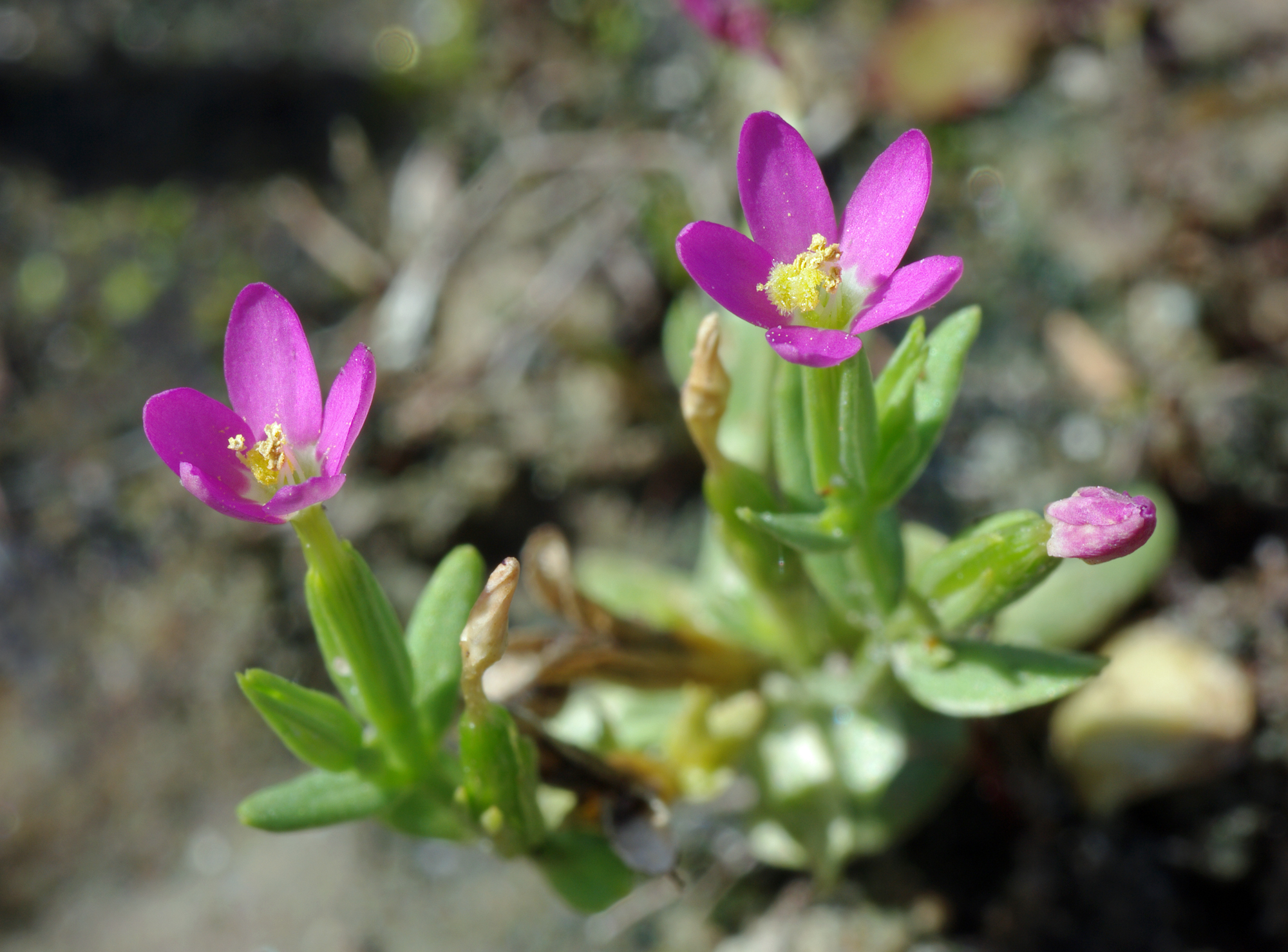
Kwiaty

ŁodygaDorasta przeciętnie od 5 do 15 cm wysokości i przeważnie jest rozgałęziona na całej wysokości, czasem tylko w górnej części, naga, 4-kanciasta.
LiścieNie tworzą rozety przyziemnej – obecne są tylko liście łodygowe. Liście są siedzące, ustawione parami, podługowatojajowate, całobrzegie, 3–5 nerwowe i zaostrzone (przynajmniej górne), osiągają do 15(20) mm długości.
KwiatyCzerwone kwiaty skupione w luźne dwuramienne wierzchotki. Płatki mają ukośnie wzniesione łatki, a rąbek korony jest lejkowato zagłębiony.
OwocePodłużna Torebka długości 7–10 mm z licznymi, drobnymi nasionami.
Gatunki podobneCenturia nadbrzeżna C. littorale ma liście łodygowe równowąskie i tępe. Centuria pospolita C. erythraea ma rozetę liści przyziemnych zachowaną w czasie kwitnienia, łodygi rozgałęzione zawsze tylko w górnej części (w obrębie kwiatostanu) kwiaty gęsto skupione w podbaldachach, łatki korony talerzykowate – płasko rozpostarte.

## Biologia i ekologia
Roślina jednoroczna. Kwitnie od czerwca do września. Rośnie na wilgotnych łąkach, przydrożach, polach, ugorach i namuliskach. Poza tym na brzegach jezior, stawów oraz na solniskach śródlądowych i przybrzeżnych. Gatunek charakterystyczny dla klasy (Cl.) Isoeto-Nanojuncetea i gatunek wyróżniający dla zbiorowiska Centaurium pulchellum-Pottia.

## Systematyka i zmienność
Synonimy: Gentiana pulchella Sw. (basionym), Centaurium pulchellum (Sw.) Druce (nazwa nieprawidłowo opisana w Fl. Berkshire 342. 1898, nom. inval.), Centaurium pulchellum E.H.L. Krause (nazwa nieprawidłowo opisana w J. Sturm, Deutschl. Fl. ed. 2, 10:14. 1903, nom. inval.).
Centuria nadobna tworzy mieszańce z centurią pospolitą (Centaurium erythraea) i c. nadbrzeżną (Centaurium littorale).

## Zagrożenia i ochrona
W latach 2004–2014 roślina była objęta w Polsce ścisłą ochroną. Od 2014 roku podlega ochronie częściowej. Niektóre stanowiska są zagrożone przez osuszanie terenów oraz bezpośrednie niszczenie w wyniku np. rekreacyjnego użytkowania jezior.

## Zastosowanie
Centuria nadobna jest rośliną leczniczą, wykorzystywaną wyłącznie w medycynie ludowej. Surowcem zielarskim jest ziele, z którego wyodrębnić można alkaloidy, ponadto występują w nim gorycze i związki żywicowe. Medycyna ludowa zaleca stosowanie odwaru z ziela (20 gramów na 1 litr wody) w zaburzeniach trawienia, bezsoczności, niedokwasocie, oraz przy przeroście gruczołu krokowego.